# Lasalit
Lasalit ist ein sehr selten vorkommendes Mineral aus der Mineralklasse der „Oxide (sowie Hydroxide, V[5,6]-Vanadate, Arsenite, Antimonite, Bismutite, Sulfite, Selenite, Tellurite und Iodate)“. Er kristallisiert im monoklinen Kristallsystem mit der idealisierten chemischen Zusammensetzung Na2Mg2(V10O28)·20H2O und ist damit chemisch gesehen ein wasserhaltiges Natrium-Magnesium-Decavanadat, das strukturell zu den [6]Sorovanadaten (Gruppenvanadaten) gehört.
Das Mineral findet sich hauptsächlich in Form von bis 3 mm mächtigen, krustigen Ausblühungen, kann aber isolierte, bis 2 mm große Kristalle bilden, die parallel [010] gestreckt sind und einen blockig-prismatischen Habitus aufweisen.
Die Typlokalität des Lasalits ist die 16 km östlich von La Sal liegende Uran-Vanadium-Lagerstätte der „Vanadium Queen Mine“ (Koordinaten der U-V-Lagerstätte Vanadium Queen Mine) im San Juan County, Utah, USA.

## Etymologie und Geschichte

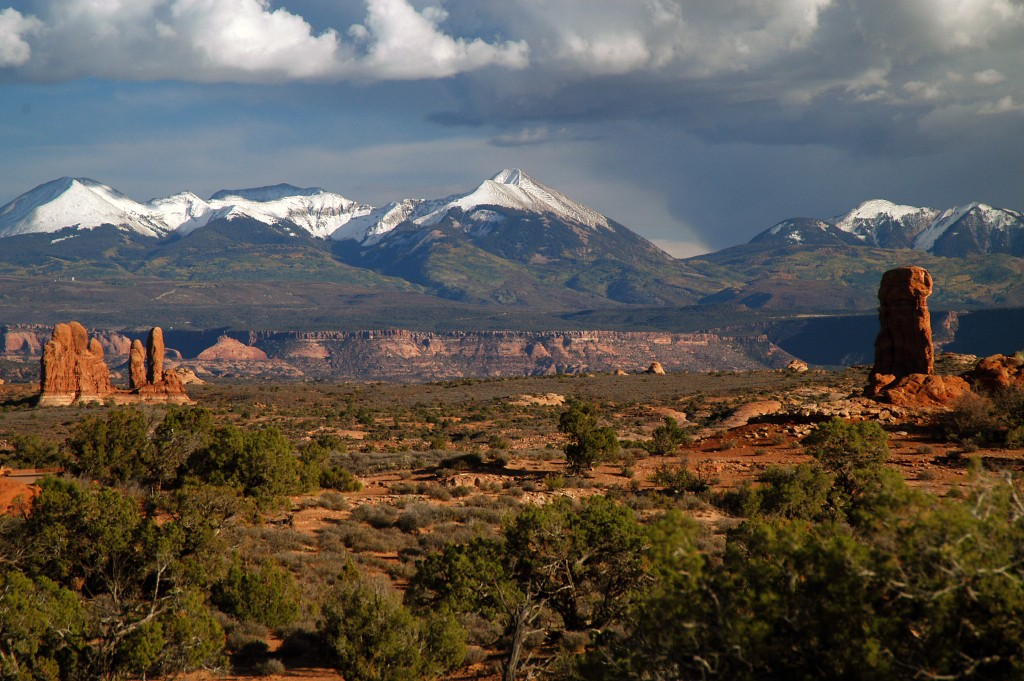
Blick vom Arches-Nationalpark auf die schneebedeckten „La-Sal-Berge“. Auf sie geht der Name der Ortschaft „La Sal“ und damit auch der Name des Mineral „LaSalit“ zurück.

Zu Beginn des neuen Jahrtausends konnten Mineralsammler im Bereich der „Vanadium Queen Mine“ bei La Sal, Utah/USA, größere Mengen eines Minerals bergen, welches von früheren Bearbeitern als Pascoit angesehen worden war. Erste röntgendiffraktometrische Analysen zeigten jedoch ein Diffraktogramm, welches weder mit dem von Pascoit noch mit dem eines anderen bekannten Minerals übereinstimmte – es lag also eine neue Phase vor.
Nach der Bestimmung der erforderlichen physikalischen und optischen Eigenschaften und der chemischen Zusammensetzung sowie der Kristallstruktur durch ein Wissenschaftlerteam um John M. Hughes von der University of Vermont, in Burlington, Vermont, USA, wurde das Mineral der International Mineralogical Association (IMA) vorgelegt, die es im Jahre 2007 unter der vorläufigen Bezeichnung IMA 2007-005 als neues Mineral anerkannte. Im Jahre 2008 erfolgte die wissenschaftliche Erstbeschreibung dieses Minerals durch ein Team aus US-amerikanischen Wissenschaftlern mit John M. Hughes, William S. Wise, Mickey E. Gunter, John P. Morton und John Rakovan im kanadischen Wissenschaftsmagazin „The Canadian Mineralogist“ als Lasalit (englisch Lasalite). Sie benannten das Mineral nach La Sal, dem wichtigsten Ort in der Nähe seiner Typlokalität, der sich 15 km östlich am Südwestabhang der Hideout Mesa befindet. Der Ortsname La Sal ist auf die nahegelegenen La Sal Mountains (spanisch Sierra de la Sal) zurückzuführen, deren Gipfel von den Teilnehmern der Dominguez-Escalante-Expedition unter Francisco Atanasio Domínguez und Silvestre Vélez de Escalante im August des Jahres 1776 aufgrund der Schneebedeckung so bezeichnet wurden. Dass in der heißen, unwirtlichen Region Schnee liegen kann, befand sich außerhalb ihrer Vorstellungskraft, so dass sie die weißen Kuppen für Salz hielten und den Gebirgszug entsprechend Salzberge bzw. Salzige Berge benannten.
Das Typmaterial (Cotypen) für Lasalit wird unter der Katalognummer NMNH-174744 in der Sammlung des zur Smithsonian Institution gehörenden National Museum of Natural History, Washington, D.C., aufbewahrt.

## Klassifikation
Da der Lasalit erst 2007 entdeckt und als eigenständiges Mineral anerkannt wurde, ist er in der seit 1982 veralteten 8. Auflage der Mineralsystematik nach Strunz nicht verzeichnet. Im zuletzt 2018 aktualisierten „Lapis-Mineralienverzeichnis“, das sich aus Rücksicht auf private Sammler und institutionelle Sammlungen noch nach dieser klassischen Systematik von Karl Hugo Strunz richtet, erhielt das Mineral allerdings die Mineral- und System-Nr. IV/G.01-05, was in der „Lapis-Systematik“ der Abteilung „Vanadiumoxide (Polyvanadate mit V4+/5+)“ entspricht. Dort bildet Lasalit zusammen mit Bluestreakit, Burroit, Gunterit, Huemulit, Hughesit, Hummerit, Kokinosit, Magnesiopascoit, Nashit, Pascoit, Postit, Rakovanit, Schindlerit, Sherwoodit, Wernerbaurit die Gruppe der „Gruppenvanadate“.
Die seit 2001 gültige und von der International Mineralogical Association (IMA) verwendete 9. Auflage der Strunz’schen Mineralsystematik ordnet den Lasalit in die Mineralklasse der „Oxide (sowie Hydroxide, V[5,6]-Vanadate, Arsenite, Antimonite, Bismutite, Sulfite, Selenite, Tellurite und Iodate)“ und dort in die Abteilung der „V[5,6]-Vanadate“ ein. Diese ist weiter unterteilt nach der Struktur der Vanadatkomplexe, so dass das Mineral entsprechend seinem Aufbau in der Unterabteilung „[6]-Gruppenvanadate (Sorovanadate)“ zu finden ist, wo es zusammen mit Pascoit und Magnesiopascoit die Pascoitgruppe mit der System-Nr. 4.HC.05 bildet.
Die vorwiegend im englischen Sprachraum gebräuchliche Systematik der Minerale nach Dana ordnet den Lasalit dagegen in die Klasse der „Phosphate, Arsenate und Vanadate“ und dort in die Abteilung der „Vanadium-Oxysalze“ ein. Dort ist er als einziges Mitglied in der unbenannten Gruppe 47.02.07 innerhalb der Unterabteilung „Vanadium-Oxysalze (VmOn)“ zu finden.

## Chemismus
Erste Mikrosondenanalysen an Lasalit zeigten zwar, dass die hauptsächlichen Kationen V, Mg und Na (mit V >> Mg ≈ Na) sind, jedoch verhinderten die extrem geringe Härte des Minerals, seine extrem schnelle Auflösung in Wasser und die nahezu verzögerungsfreie Verdampfung der Phase unter dem Elektronenstrahl jedwede quantitative Analyse durch Mikrostrahl-Methoden. Stattdessen wurden zur Bestimmung der chemischen Zusammensetzung nasschemische Analysenverfahren verwendet. Dazu wurden Lasalit-Kristalle von der Typlokalität in destilliertem Wasser aufgelöst und ihre Konzentration spektralanalytisch bestimmt. Mittelwerte aus diesen Analysen lieferten 4,06 % Na2O; 5,42 % MgO; 1,75 % CaO; 0,47 % K2O; 61,87 % V2O5; 2,55 % SO3 und 23,88 % H2O (ermittelt aus der Differenz zu 100 %). 
Aus den Analysen wurde auf der Basis von V + S = 10 apfu (Atome pro Formeleinheit) die empirische Formel (Na1,84Ca0,44K0,14)Σ=2,42Mg1,89(V9,55S0,45)Σ=10,00O28,55·18,61H2O ermittelt, die sich zu Na2Mg2(V10O28)·20H2O idealisieren lässt.
Unter allen bekannten Mineralen weist lediglich Huemulit, Na4Mg(V10O28)·24H2O, die gleiche Elementkombination Na–Mg–V–O–H wie Lasalit auf – er stellt das kristallwasser- und natriumreichere sowie magnesiumärmere Analogon zum Lasalit dar. Ammoniolasalit, (NH4)2Mg2(H2O)20[V10O28], kann als (NH4)+-dominantes Analogon zum Na+-dominierten Lasalit aufgefasst werden. Hummerit, K2Mg2(V10O28)·16H2O, ist das kristallwasserärmere und K+-dominante Analogon zum Na+-dominierten Lasalit. Wie Lasalit und Huemulit enthalten auch Pascoit, Ca3(V10O28)·17H2O, und Hummerit, K2Mg2(V10O28)·16H2O, das [V10O28]6−-Decavanadat-Polyanion, weisen jedoch eine andere Kationenbesetzung und andere Kristallwassergehalte auf.
Chemisch ähnlich sind hingegen u. a. Bicapit, [KNa2Mg2(H2O)25][H2PV5+12O40(V5+O)2]; Chernykhit, (Ba,Na)(V3+,Al,Mg)2((Si,Al)4O10)(OH)2; Lumsdenit, NaCa3Mg2(As3+V4+2V5+10As5+6O51)·45H2O; Oxy-Vanadium-Dravit, Na(V)3(V4Mg2)Si6O18(BO3)3(OH)3O; Vanadio-Oxy-Chromium-Dravit, Na(V)3(Cr4Mg2)(Si6O18)(BO3)3(OH)3O; Vanadio-Oxy-Dravit, NaV3(Al4Mg2)(Si6O18)(BO3)3(OH)3O; und Vanadio-Pargasit, NaCa2(Mg4V)(Al2Si6)O22(OH)2; sowie die als Mineral noch unbeschriebene Phase „UM1979-21-SiO:AlHNaV“, (Na,Ca)0,73(V,Mg,Fe)2(Si,Al,V)4O10(OH)2·nH2O.

## Kristallstruktur
Lasalit kristallisiert im monoklinen Kristallsystem in der Raumgruppe C2/c (Raumgruppen-Nr. 15) mit den Gitterparametern a = 23,9019 Å, b = 10,9993 Å, c = 17,0504 Å und β = 118,284° sowie vier Formeleinheiten pro Elementarzelle.
| Kristallstruktur von Lasalit |
| - räumliche Darstellung in der kristallographischen Standardausrichtung - mit Blickrichtung parallel zur a-Achse - mit Blickrichtung parallel zur b-Achse - mit Blickrichtung parallel zur c-Achse |
| Farblegende: _ V 0 _ Mg 0 _ Na 0 _ O 0 _ H |

In der Kristallstruktur des Lasalits ist die wichtigste Struktureinheit das Decavanadat-Polyanion [V10O28]6−. Ferner existiert eine vollständig hydratisierte, Zwischenräume bildende Gruppe {Na2Mg2(H2O)20}6+, die aus Mg(OH2)6-Oktaedern und siebenfach koordinierten Na-Atomen in einem [Na2O6(OH2)6]-Dimer besteht. Dieser Na-komplexierte Dimer der interstitiellen Einheit ist mit der oben genannten Struktureinheit über Wasserstoffbrückenbindungen und mit der Decavanadat-Gruppe durch gemeinsame Sauerstoff-Atome verbunden. Die Mg(OH2)6-Oktaeder teilen ihre Sauerstoff-Atome mit keinem anderen Polyeder und sind mit der Struktureinheit nur über Wasserstoffbrückenbindungen verknüpft.

## Eigenschaften

### Morphologie

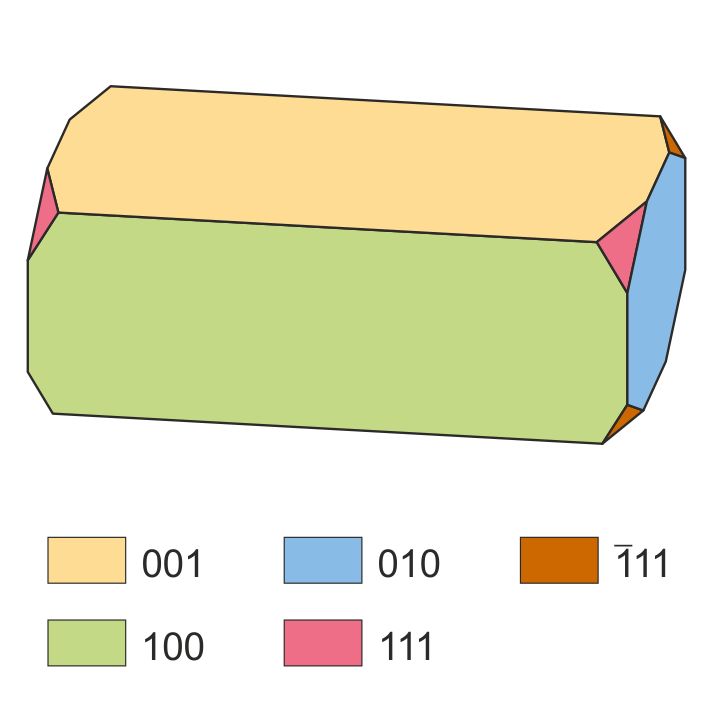
Zeichnung eines blockig-isometrischen, parallel [010] gestreckten Lasalit-Kristalls

An seiner Typlokalität findet sich Lasalit in massiven krustenartigen Ausblühungen von 1 bis 3 mm Mächtigkeit auf den Sandstein-Wänden der Grubenabbaue sowie in Rissen und Spalten im Sandstein selbst. Dünne Lasalit-Krusten auf dunklem Sandstein erscheinen braun, während dickere Lagen und sogar Krusten gelborange gefärbt sind. Die Oberflächen der Krusten sind durch Anlösung der Kristalle verrundet, können aber durch Flächen größerer Kristalle stärker glänzen. 
Neben dem Auftreten in Krusten kristallisiert Lasalit in blockig-isometrischen, parallel zur b-Achse [010] gestreckten Kristallen bis zu 2 mm großen Kriställchen. Idiomorphe Kristalle zeigen die Flächenformen {100}, {010}, {001}, {111} und {111}. Zwillinge wurden nicht beobachtet.

### Physikalische und chemische Eigenschaften
Die Kristalle des Lasalits sind gelb bis gelborange, während ihre Strichfarbe mit gelb angegeben wird. Wo Lasalit nur eine dünne Kruste auf dem dunklen Sandstein bildet, ist die Farbe scheinbar ein Braun. In dickeren Lagen verändert sich die Farbe zu Gelb, während noch dickere Krusten gelb-orange gefärbt sind.
Die Oberflächen der durchsichtigen Kristalle zeigen einen charakteristischen diamantartigen Glanz. Lasalit besitzt entsprechend diesem Diamantglanz eine hohe Lichtbrechung (nα = 1,743; nβ = 1,773; nγ = 1,780) und eine mittelhohe Doppelbrechung (δ = 0,037).
Der optisch zweiachsig negative Lasalit zeigt bei unterschiedlichen Wellenlängen auch unterschiedlich große optische Achsenwinkel 2V (550 nm: 32°, 589 nm: 43°, 650 nm: 53°), was darauf deutet, dass das Mineral eine starke Dispersion mit r > v aufweist.
Im durchfallenden Licht zeigt Lasalit grünliche, gelbliche und bräunliche Farbtöne mit einem deutlichen Pleochroismus von X = hell grünlichgelb über Y = hellgelb nach Z = hellbraun.
Lasalit besitzt keine Spaltbarkeit und auch keinen Bruch. Die Kristalle sind allerdings äußerst spröde und zerbrechen beim geringsten Druck.
Das Mineral weist eine Mohshärte von 1 auf und gehört damit zu den weichen Mineralen, die ähnlich gut wie das Referenzminerale Talk (Härte 1) mit dem Fingernagel schabbar sind. Die gemessene Dichte für Lasalit ist 2,38 g/cm³, die berechnete Dichte beträgt 2,362 g/cm³.
Unter dem Elektronenstrahl zeigt das Mineral eine sehr schnelle Dehydratation. Werden die Lasalit-Kristalle über längere Zeit trockenen Bedingungem mit nur geringer Luftfeuchtigkeit ausgesetzt, dehydrieren sie zu einem gelben Pulver. Lasalit ist leicht in Wasser, H2O, löslich.

## Bildung und Fundorte

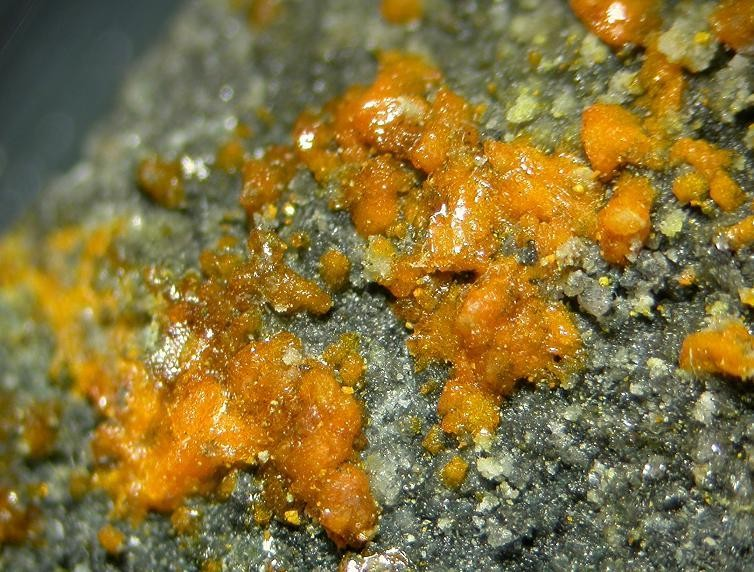
Hell orangefarbene Lasalit-Kristalle von der Typlokalität, der „Vanadium Queen Mine“ im Paradox Valley, San Juan Co., Utah, USA (Sichtfeld: 9 mm)

Als sehr seltene Mineralbildung wurde der Lasalit bisher (Stand 2019) lediglich von fünf Fundpunkten beschrieben. Die Typlokalität für Lasalit ist die 16 km östlich von La Sal liegende „Vanadium Queen Mine“ im San Juan County, Utah, USA.
Es handelt sich um eine sedimentäre Uran-Vanadium-Lagerstätte, die in spätjurassischen Tonsteinen, Sandsteinen des Salt Wash Member der Morrison Formation sowie Konglomeraten sitzt. Die Erzkörper sind linsenförmig, podiform, flözartig („Mantos“) sowie tafelig.
Die Claims der „Vanadium Queen Mine“ wurden bereits 1931 abgesteckt, jedoch vollzog sich der Großteil des Bergbaus erst nach 1954, nachdem mit Hilfe von Explorationsbohrungen des U.S. Geological Survey der Hauptteil der Erzkörper entdeckt wurde. Zu den Abbauen gehören unterirdische Grubenbaue mit einer Gesamtlänge von 4573 m.
Lasalit wurde an seiner Typlokalität durch Oxidation der primären Vanadiumoxid-Bronze-Phase Corvusit durch vadose Wässer und Reaktion mit Dolomit und Calcit aus dem Carbonat-Zement der Sandsteins gebildet. Anschließende Evaporation erzeugte Ausblühungen, die neben Lasalit auch Rossit, Dickthomssenit und Hewettit enthielten. Typische Begleitminerale des durch seine Färbung gut unterscheidbaren Lasalits sind blassgelber bis cremefarbener Rossit (bzw. Metarossit), Dickthomssenit und Corvusit. Von Pascoit und anderen Mineralien der Pascoit-Gruppe ist Lasalit nur durch XRD oder chemische Analysenmethoden zu unterscheiden.
Die Haupterzminerale der Vanadium Queen Mine sind Montroseit, Corvusit, vanadiumhaltige Hydroglimmer und Uraninit, die ein Erz mit durchschnittlich 2,79 % V2O5 und 0,35 % U3O8 bilden. Das oxidierte Erz besteht hauptsächlich aus vanadiumhaltigen Hydroglimmern und Tyuyamunit.
Neben der Typlokalität existieren noch einige weitere Fundstellen für Lasalit, die sich alle in genetisch ähnlichen Lagerstätten im Bereich des Colorado-Plateaus in den US-amerikanischen Bundesstaaten Colorado und Utah befinden.
- die „Packrat Mine“ bei Gateway im Gateway District, Mesa County, Colorado, USA[9]
- die „Little Eva Mine“ bei Yellow Cat Mesa, Thompsons District (S. E. Thomsons), Grand County, Utah, USA[3][10]
- die „Blue Cap Mine“ im Lion Canyon, La Sal District (Paradox Valley District), San Juan Co., Utah, USA[3][11]
- die Uran-Vanadium-Lagerstätte „Firefly-Pigmay“, die sich 16 km östlich von La Sal im San Juan County in Utah, USA, befindet[3]

Fundstellen für Lasalit aus Deutschland, Österreich und der Schweiz sind damit unbekannt.

## Verwendung
Lasalit ist aufgrund seiner Seltenheit nur für den Sammler von Mineralen von Interesse.